# Río Guadiel
El río Guadiel es un río del sur de España perteneciente a la cuenca hidrográfica del Guadalquivir que transcurre por el norte de la provincia de Jaén.

## Curso
Nace en las proximidades del Acebuchar, en la vertiente sur de Sierra Morena, y tras recorrer 37 km desemboca en el río Guadalquivir cerca de Espeluy, en el término municipal de Jabalquinto. 